# صدارية

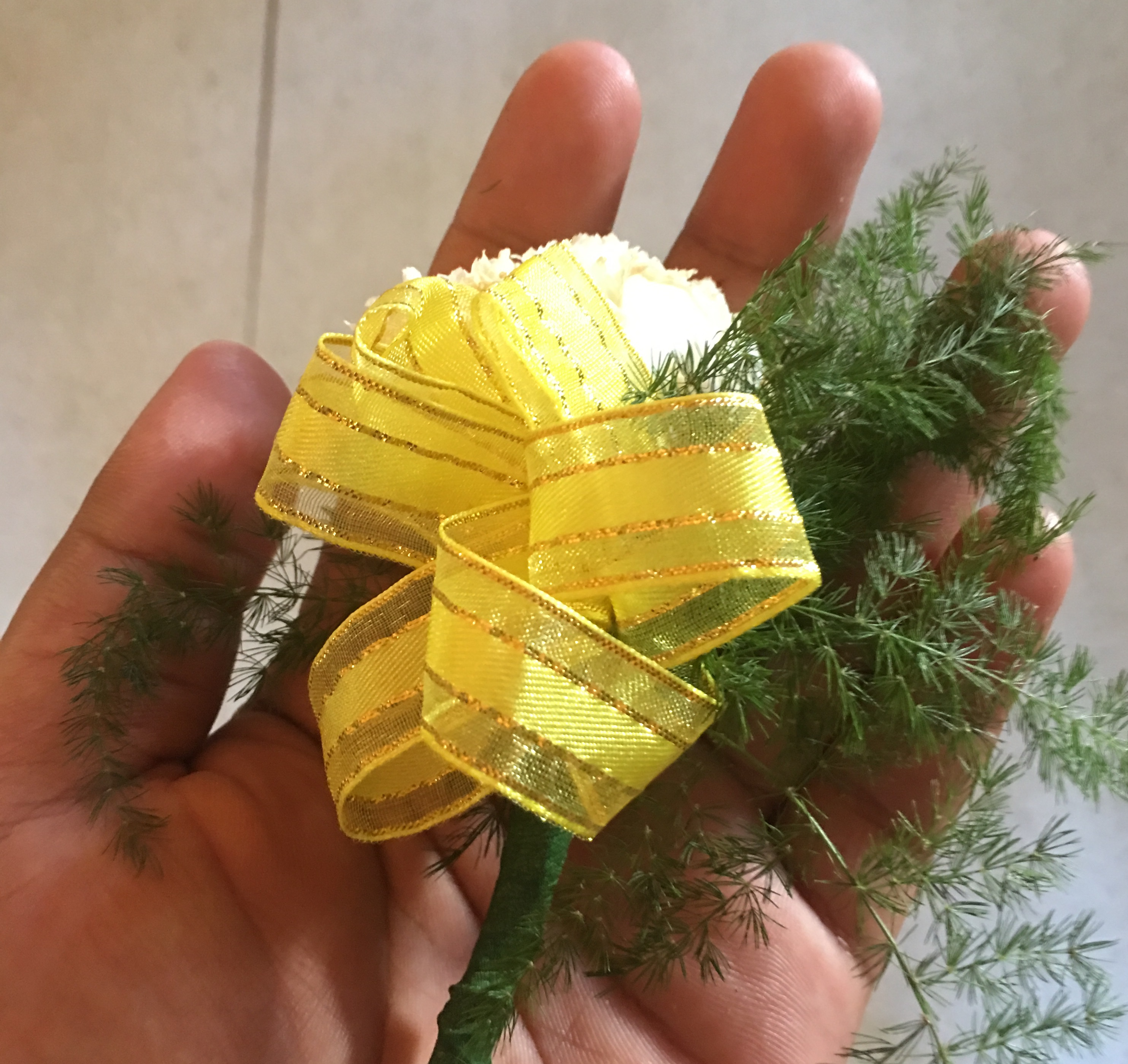

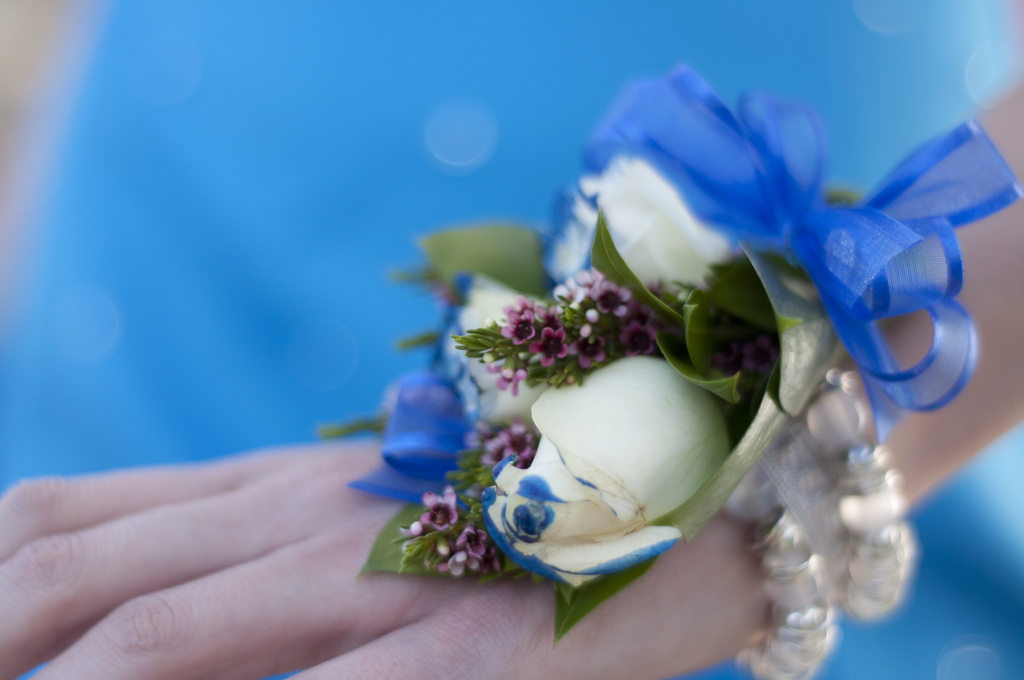

الصِّدارية هي باقة صغيرة من الزهور تلبس على فستان نسائي أو حول معصمها لمناسبة رسمية، حيث تعطى لها بحلول موعدها. تُرى اليوم الصدرايات الحفلات المنزلية والحفلات الراقصة والمناسبات الرسمية المماثلة. تختار ألوانها لتناسب الملابس 